# Піщанка стручкувата
Піщанка стручкувата (Gymnammodytes cicerelus) — риба родини піщанкових.
Морська демерсальна риба. Довжина тіла до 17 см, зазвичай до 12 см, тіло сильно витягнуте. Забарвлення голови темно-синє, тулуб сріблястий, хвостова частина тулуба золотисто-коричнева або зеленувата. Зустрічається у Східній Атлантиці, а також у Середземному, Чорному, Адріатичному, Егейському морях. Надає перевагу кам'янистим та піщаним ґрунтам. У країнах середземноморського регіону має невелике промислове значення. В їжу споживають у смаженому вигляді.